# Buzad, Timiș
Buzad este un sat în comuna Bogda din județul Timiș, Banat, România. Este așezat în nord - estul Banatului, la sud - vest de orașul Lipova. Buzad a fost atestat documentar în anul 1415, când în documentele istorice este amintit nobilul Benedict de Buzad.

## Istorie
Recensământul austriac din 1717 înregistrează doar șapte case. 
În 1774, auditorul imperial austriac Erler afirma că orașul Buzad este situat în cercul Bara, districtul Lipova, iar populația este formată, predominant, din vlahi. Când clerul ortodox din „Buzat” a fost enumerat în 1797, era un singur preot. Preotul paroh, Papa Georgije Petrović (scris de mână în 1778) știa doar limba română.
În secolul al XIX-lea, proprietara a fost familia sârbă Popović - Tekelija din Arad.

## Personalităti locale
- Ioan Tămaș (1945–2017), conducător de oficiu și iconom al parohiei Timișoara-Iosefin.[3]
- Tom Steits, născut în 1966 la Nürnberg din părinți germani, s-a stabilit cu familia la Buzad în decembrie 2009 și intenționează să rămână acolo pentru totdeauna.[4]
- Dionisie Giuchici, poet născut în Buzad în 16 ianuarie 1938. Autorul volumelor de poezie 'Domnul, nu eu' publicate de tipografia ASTRA din Deva.
- Vasile Aurel Toroc, autor al monografiei satului Buzad
- Vasile Boici, inventatorul medicamentului BOICIL[5]

## Cultură
In localitate se desfășoară festivalul Electroruga de la Buzad.

## Legături externe

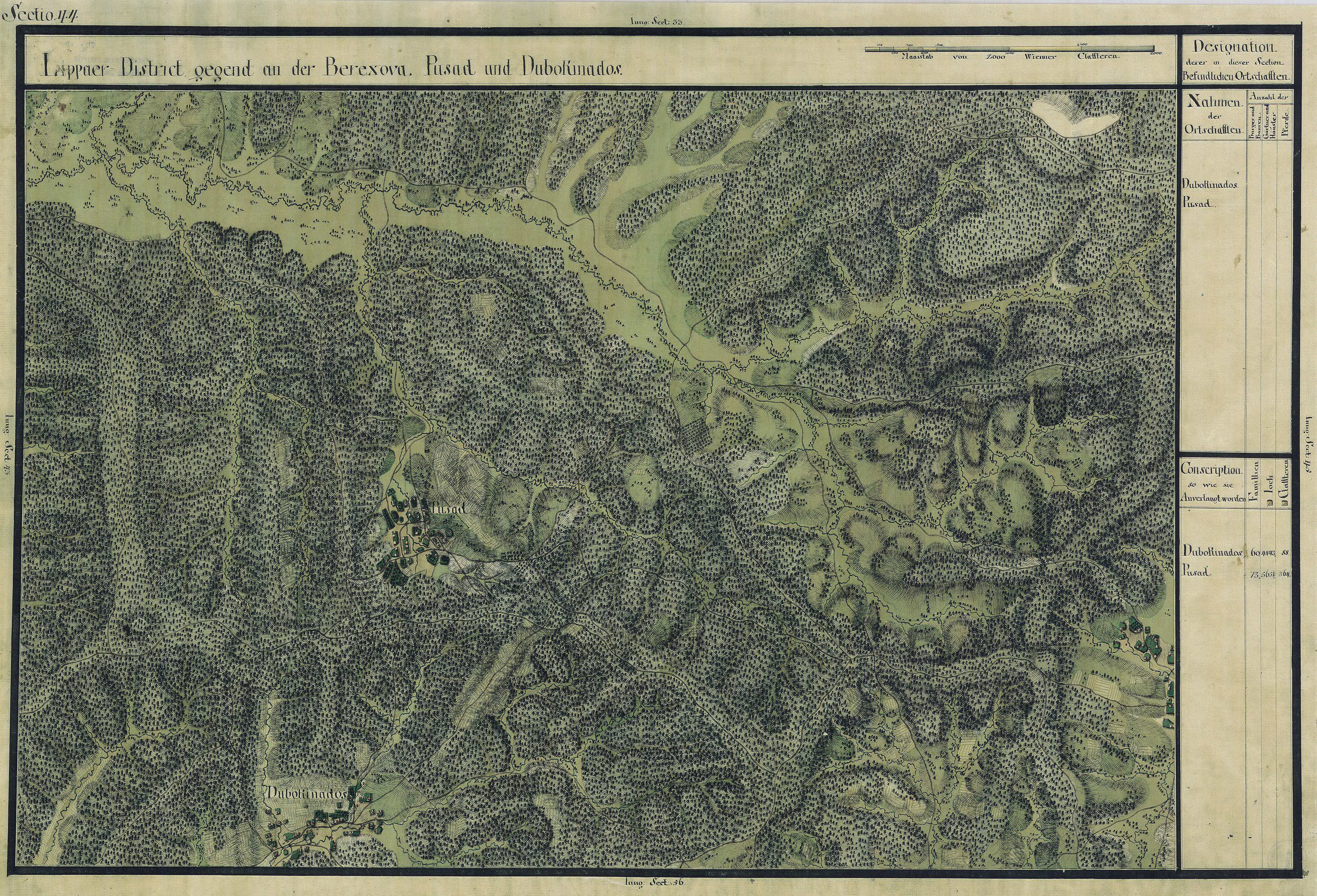
Buzad în Harta Iosefină a Banatului, 1769-72